# Mirami
Mirami (ukr. Мірамі) – ukraińska grupa muzyczna wykonująca muzykę pop, dance, house. Powstała w 2010 roku. Rozgłosu przysporzył zespołowi singiel Sexualna, nagrany z udziałem rapera VovaZIL'Vova. Utwór ten w swoim czasie był bardzo popularny w polskich klubach i dyskotekach.
We wrześniu 2011 nakładem Magic Records ukazał się debiutancki album grupy – Miramimania, który uzyskał status złotej płyty.

## Skład grupy
Skład zespołu kilkukrotnie się zmieniał. Nowe wokalistki wybierane były na drodze castingu.

### Pierwszy skład (2010)
- Marta Moch (Марта Мох)
- Julia Iwaszkiw (Юлія Івашків)
- Jana Snitkus (Яна Сніткус)

### Drugi skład (2010–2012)
- Julia Iwaszkiw (Юлія Івашків)
- Jana Snitkus (Яна Сніткус)
- Oksana Karpiak (Оксана Карпяк)

### Trzeci skład (2012–2013)
- Julia Iwaszkiw (Юлія Івашків)
- Oksana Karpiak (Оксана Карпяк)
- Tetiana Iwaniw (Тетяна Іванів)

### Czwarty skład (2013-2014)
- Oksana Karpiak (Оксана Карпяк)
- Tetiana Iwaniw (Тетяна Іванів)
- Kateryna Kucharewa (Катерина Кухарева)

### Piąty skład (2014-2017)
- Kateryna Kucharewa (Катерина Кухарева)
- Julia Miśkiw (Юлія Міськів)
- Sofija Kistruha (Софія Кiструга)

### Szósty skład (2017-2018)
- Maria Iwaśkewycz (Марія Іваськевич)
- Oksana Pidwyszenna (Оксана Підвишенна)
- Jana Żyhar (Яна Жигар)

### Siódmy skład (2018–2021)
- Maria Iwaśkewycz (Марія Іваськевич)
- Oksana Pidwyszenna (Оксана Підвишенна)
- Julia Hutnyk (Юлія Гутник)

### Ósmy skład (od 2021–2023)
- Maria Iwaśkewycz (Марія Іваськевич)
- Oksana Pidwyszenna (Оксана Підвишенна)
- Tetiana Bek (Тетяна Бек)

### Dziewiąty skład (od 2024)
- Tetiana Bek (Тетяна Бек)
- Alina Jaremyna (Аліна Яремина)
- Iryna Zakaliużna (Ірина Закалюжна)[10]

### Producenci
- Andrij Bakun (Андрій Бакун)
- Oleksandr Duda (Олександр Дуда)
- Oleg Kowalskyj (Олег Ковальський) (2010–2014)
- Petro Guzar (Петро Гузар) (2010–2012)

## Single
| Rok  | Tytuł                                    | Pozycja na liście | Pozycja na liście | Album            |         |
| Rok  | Tytuł                                    | POL               | Eska              | Album            |         |
| ---- | ---------------------------------------- | ----------------- | ----------------- | ---------------- | ------- |
| 2010 | Sexualna (feat. VovaZIL'Vova)            | 5                 | 5                 | Miramimania      |         |
| 2011 | Miramimania                              | 46                | –                 | Miramimania      |         |
| 2012 | Venus                                    | 34                | –                 | Miramimania      |         |
| 2012 | Summer Dreams (feat. LayZee)             | –                 | –                 | Miramimania      |         |
| 2013 | Amour 2013                               | 46                | –                 | Miramimania      | Sunrise |
| 2013 | Amour 2013 (Remixes)                     |                   |                   |                  | Sunrise |
| 2013 | Holiday (& Crystal Lake)                 | –                 | –                 |                  | Sunrise |
| 2014 | Upside Down (feat. Danzel)               | –                 | –                 |                  | Sunrise |
| 2014 | Amore Eh Oh!                             | –                 | –                 |                  | Sunrise |
| 2015 | The Party’ll Never End                   |                   |                   |                  | Sunrise |
| 2016 | Я малюю                                  | –                 | –                 | Around The World |         |
| 2017 | Інстинктивно / Instynktownie             | –                 | –                 | Around The World |         |
| 2018 | Екстазі / Ecstasy                        | –                 | –                 | Around The World |         |
| 2018 | Ecstasy (Remixes)                        |                   |                   | Around The World |         |
| 2019 | Соколи / Sokoły                          |                   |                   | Around The World |         |
| 2020 | Нова радість стала / Nowa radość nastała |                   |                   | –                |         |
| 2020 | Вогонь                                   |                   |                   | Around The World |         |
| 2020 | Вогонь (Remixes)                         |                   |                   | Around The World |         |
| 2020 | In The Air                               |                   |                   | Around The World |         |
| 2020 | In The Air (Remixes)                     |                   |                   | Around The World |         |
| 2020 | Dance With Me                            |                   |                   | Around The World |         |
| 2021 | Dance With Me (Remixes)                  |                   |                   | Around The World |         |
| 2021 | Мам (feat. ХАС)                          |                   |                   | Around The World |         |
| 2022 | Червона калина                           |                   |                   | –                |         |
| 2023 | Бавовна – солодка вата                   |                   |                   | –                |         |
| 2023 | For You                                  |                   |                   | –                |         |
| 2023 | For You (Remixes)                        |                   |                   | –                |         |
| 2023 | Добрий вечір тобі                        |                   |                   | –                |         |

## Albumy studyjne
- Miramimania (2011)[13]
- Sunrise (2015)[14]
- Around The World (2021)[15]